# 4524 Barklajdetolli
4524 Barklajdetolli (1981 RV4) là một tiểu hành tinh vành đai chính được phát hiện ngày 8 tháng 9 năm 1981 bởi Zhuravleva, L. V. ở Nauchnyj.